# Jana Šustková
Jana Šustková (* 10. Januar 1998 in Kyjov) ist eine tschechische Handballspielerin.

## Karriere

### Im Verein
Jana Šustková spielte zunächst bis 2018 für SHK Veselí nad Moravou in Tschechien. Ab 2018 stand sie im Kader von DHK Baník Most. Mit Most konnte sie mehrfach die tschechische Meisterschaft gewinnen. 2021 ging sie nach Ungarn zu Dunaújvárosi Kohász KA. In der Saison 2022/23 spielte sie in Polen für Zagłębie Lubin und gewann dort die polnische Meisterschaft. 2023 kehrte sie nach Tschechien zurück und spielt dort für den HC Zlín.

### In Auswahlmannschaften
Ihr Debüt für die tschechische Nationalmannschaft gab sie im März 2018 gegen Dänemark. Ihre erste große Turnierteilnahme war die Europameisterschaft 2018, wo sie mit Tschechien den 15. Platz belegte. Weiter nahm sie mit Tschechien an der Europameisterschaft 2020 teil und belegte ebenfalls den 15. Platz.